# Rue Asseline
La rue Asseline est une voie du 14e arrondissement de Paris, en France.

## Situation et accès
La rue Asseline est une voie publique située dans le 14e arrondissement de Paris. Elle débute au 12, rue Maison-Dieu, et se termine aux 143, rue du Château, et 25, rue Édouard-Jacques.

## Origine du nom

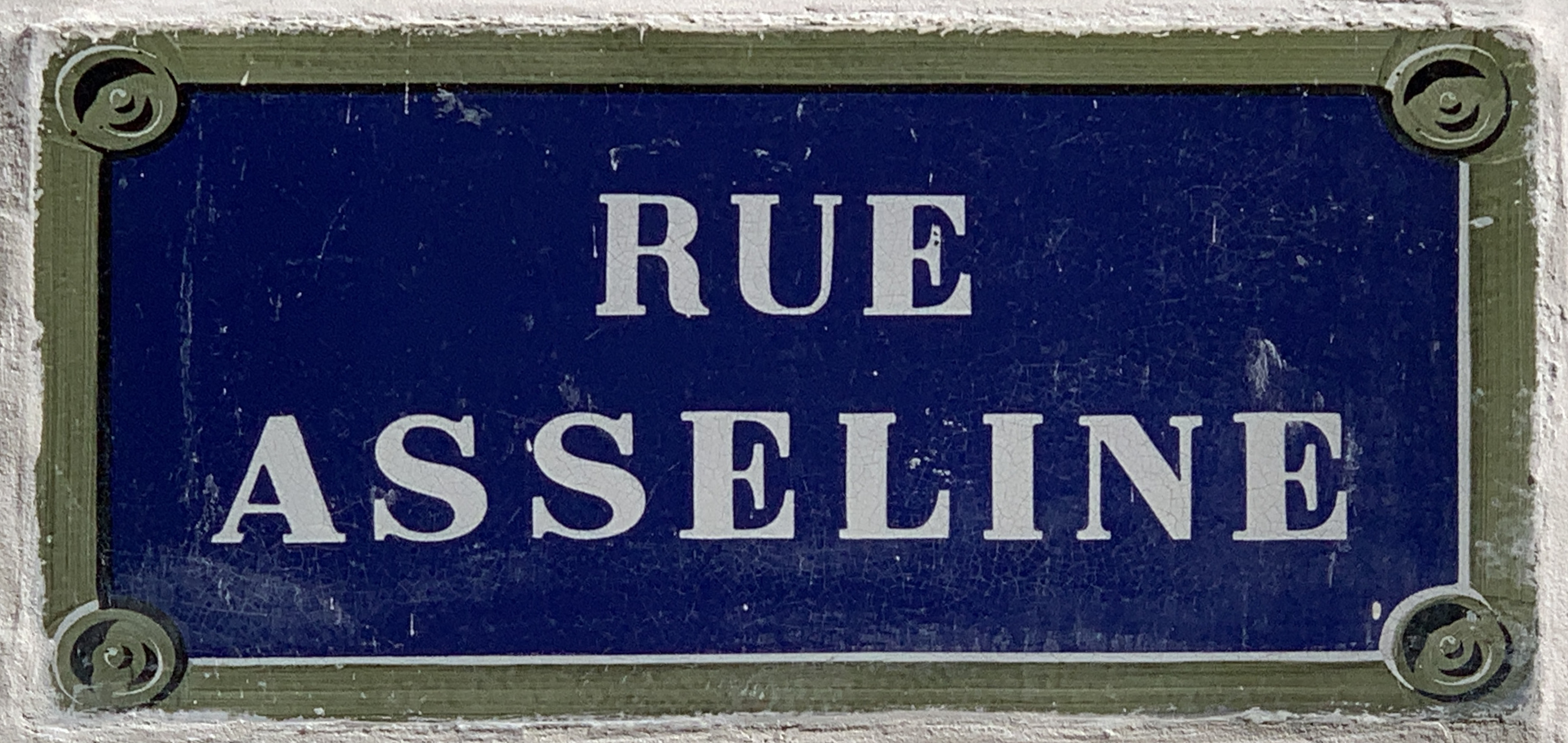
Plaque de la rue.

Elle porte le nom de Louis Asseline, maire de l'arrondissement de 1870 à 1871, puis conseiller de Paris de 1874 à 1878.

## Historique
Cette ancienne voie du Petit-Montrouge, territoire de la commune de Montrouge est dénommée « avenue du Château » sur le plan cadastral de 1845.
C'était l'allée donnant accès au château du Maine démoli en 1898.
Rattachée sous le nom de « villa Sainte-Alice » à la voirie de Paris (quartier de Plaisance) en 1863, elle prend le nom de « rue Sainte-Alice » en 1877 avant de prendre sa dénomination actuelle par arrêté municipal du 5 avril 1904.

## Bâtiments remarquables et lieux de mémoire
Vers 1840, à l’emplacement des pelouses du château du Maine, sur une superficie de 3 300 m2, est créé le géorama de Montrouge. Un incendie le détruit en 1842. 
- No 3 : siège de la Délégation générale de la Corée du Nord en France.
- No 4 : façade de maison typique du style architectural Art nouveau.
- No 6 : Le peintre Fernand Labat y vécut. C'est également à ce numéro que Lucien Fontanarosa, artiste peintre et prix de Rome, ouvrit en 1933 son second atelier, qu'il gardera jusqu'en 1939, et que vécut Maria Casarès de 1978 à sa mort.
- No 7 : école élémentaire, ancienne « école de garçons », avec façade en pierre de taille sur soubassement de meulière, entrée monumentale antiquisante et bas-relief représentant les armoiries de la ville de Paris.

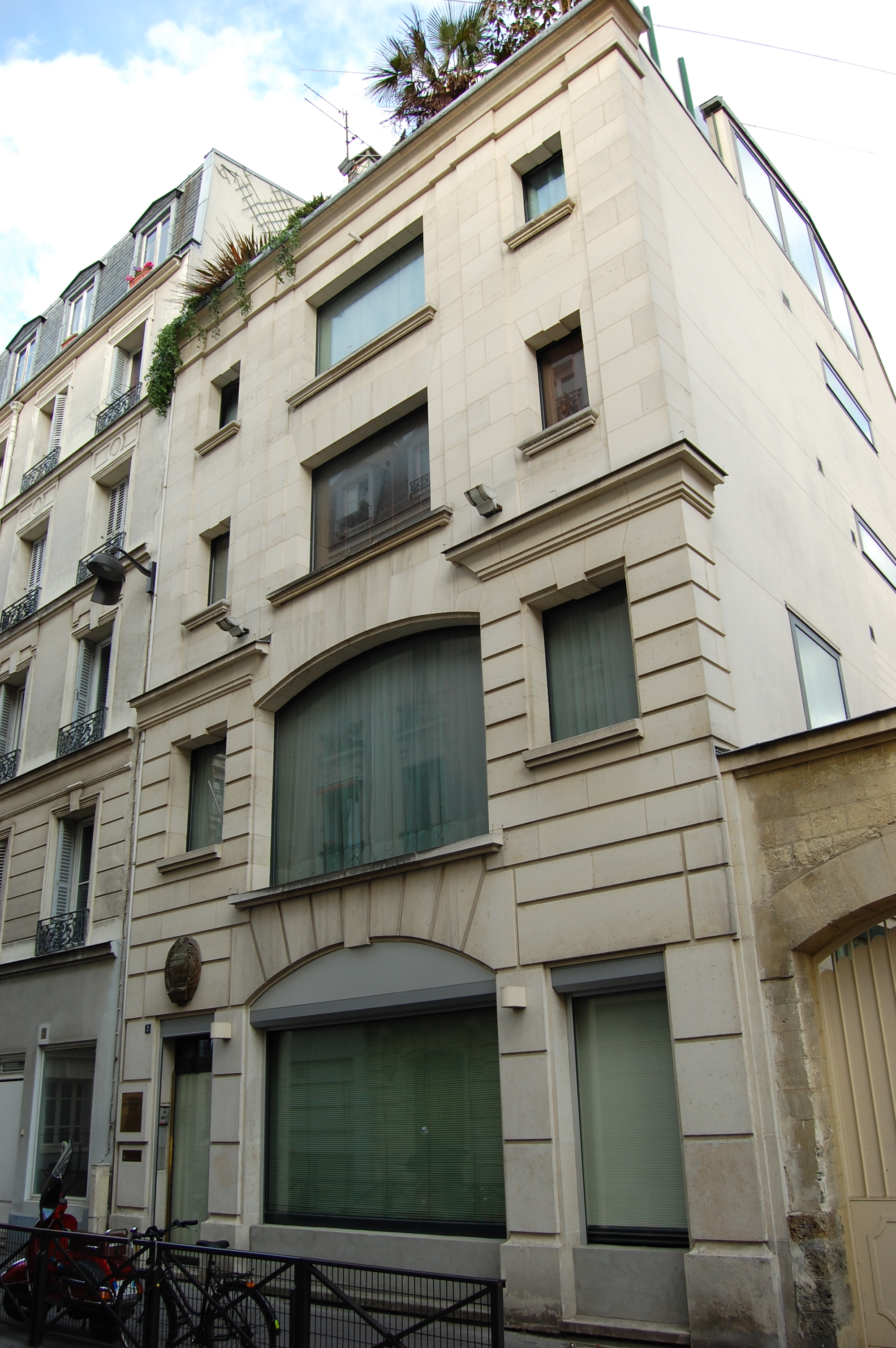
No 3.
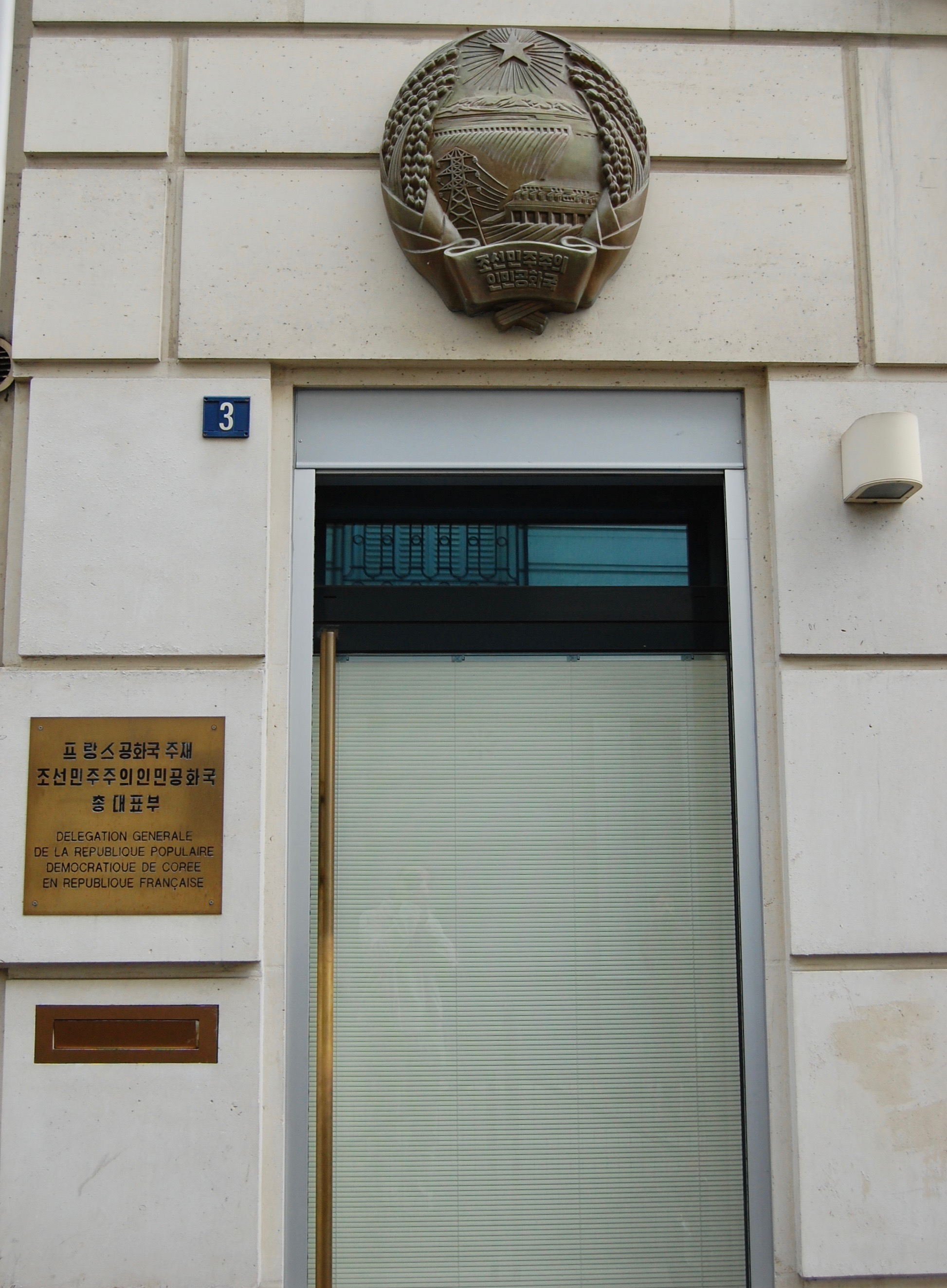
Détail du no 3.